# Ángela Medina (enfermera)
Ángela Medina (?- Las Heras, 20 de enero de 1944) fue una enfermera argentina fallecida en un accidente aéreo.

## Accidente
Falleció el jueves 20 de enero de 1944 en un accidente aéreo donde también perdieron la vida los ocupantes del avión. La tripulación despegó del aeropuerto militar de El Plumerillo, en Las Heras, en un bimotor Lockheed Lodestar 503 de la Línea Aérea Nacional de Chile trasladando personal sanitario de la Cruz Roja Argentina para socorrer a las víctimas y evacuar a los heridos por el terremoto que destruyó la ciudad de San Juan. En el accidente también fallecieron los médicos argentinos Ernesto Vicente Ponce y Hugo Bardiani, las enfermeras Blanca Julia Clermont, María Josefina Ghinglione y Argentina Zárate, los enfermeros militares cabo 1° Eduardo Caicedo y el soldado Fernando Fernández.

## Homenajes
Por su sacrificio se le han concedido diversos homenajes en la ciudad sanjuanina. Con su nombre se han bautizado un populoso Club Social del departamento Rivadavia, sendas calles de los departamentos Caucete y Rivadavia, un barrio de Desamparados, y uno de los equipos femeninos de básquet de la provincia.